# فيكتور هيدمان
فيكتور هيدمان (بالسويدية: Victor Hedman)‏ هو لاعب هوكي الجليد سويدي، ولد في 18 ديسمبر 1990 في أورنشولدسفيك في السويد.

## وصلات خارجية
- فيكتور هيدمان على موقع دوري الهوكي الوطني (الإنجليزية)
- فيكتور هيدمان على موقع EliteProspects.com (الإنجليزية)
- فيكتور هيدمان على موقع Eurohockey.com (الإنجليزية)
- فيكتور هيدمان على موقع HockeyDB.com (الإنجليزية)
- فيكتور هيدمان على موقع Hockey-Reference.com (الإنجليزية)